# Prinsgemalen (film)
Prinsgemalen (originaltitel: The Love Parade) er en amerikansk musicalfilm fra 1929, som er instrueret af Ernst Lubitsch og havde Maurice Chevalier og Jeanette MacDonald i hovedrollerne. Filmen handler om de ægteskabelige vanskeligheder for Dronning Louise af Sylvanien (MacDonald) og hendes prinsgemal, Grev Alfred Renard (Chevalier). Selv om han elsker Louise, og at han har lovet at være en lydig ægtemand, synes grev Alfred, at hans rolle som galionsfigur er uudholdelig. I biroller var blandt andre Lupino Lane, Lillian Roth og Eugene Pallette.
Manuskriptet var skrevet af Guy Bolton og Ernest Vajda og var en filmatisering af skuespillet Le Prince Consort af Jules Chancel og Leon Xanrof i 1903. Den var tidligere blevet lavet til et broadway-skuespil af William Boosey og Cosmo Gordon Lennox.
Prinsgemalen var bemærkelsesværdig både for at være Jeanette MacDonalds filmdebut, og at det var Ernst Lubitsch første tonefilm.
Filmen blev også udgivet i en fransksproget udgave med navnet 'Parade d'amour.

## Eksterne Henvisninger
- Prinsgemalen på Internet Movie Database (engelsk)
- Prinsgemalen i Svensk Filmdatabas (svensk)
- Prinsgemalen på AlloCiné (fransk)
- Prinsgemalen på MovieMeter (nederlandsk)
- Prinsgemalen på AllMovie (engelsk)
- Prinsgemalen hos American Film Institute (engelsk)
- Prinsgemalens profil hos Encyclopædia Britannica Online (engelsk)
- Prinsgemalen på Turner Classic Movies (engelsk)
- Prinsgemalen på The Movie Database (engelsk)
- Prinsgemalen på Rotten Tomatoes (engelsk)